# Heilig-Kreuz-Kapelle (Wesseling)

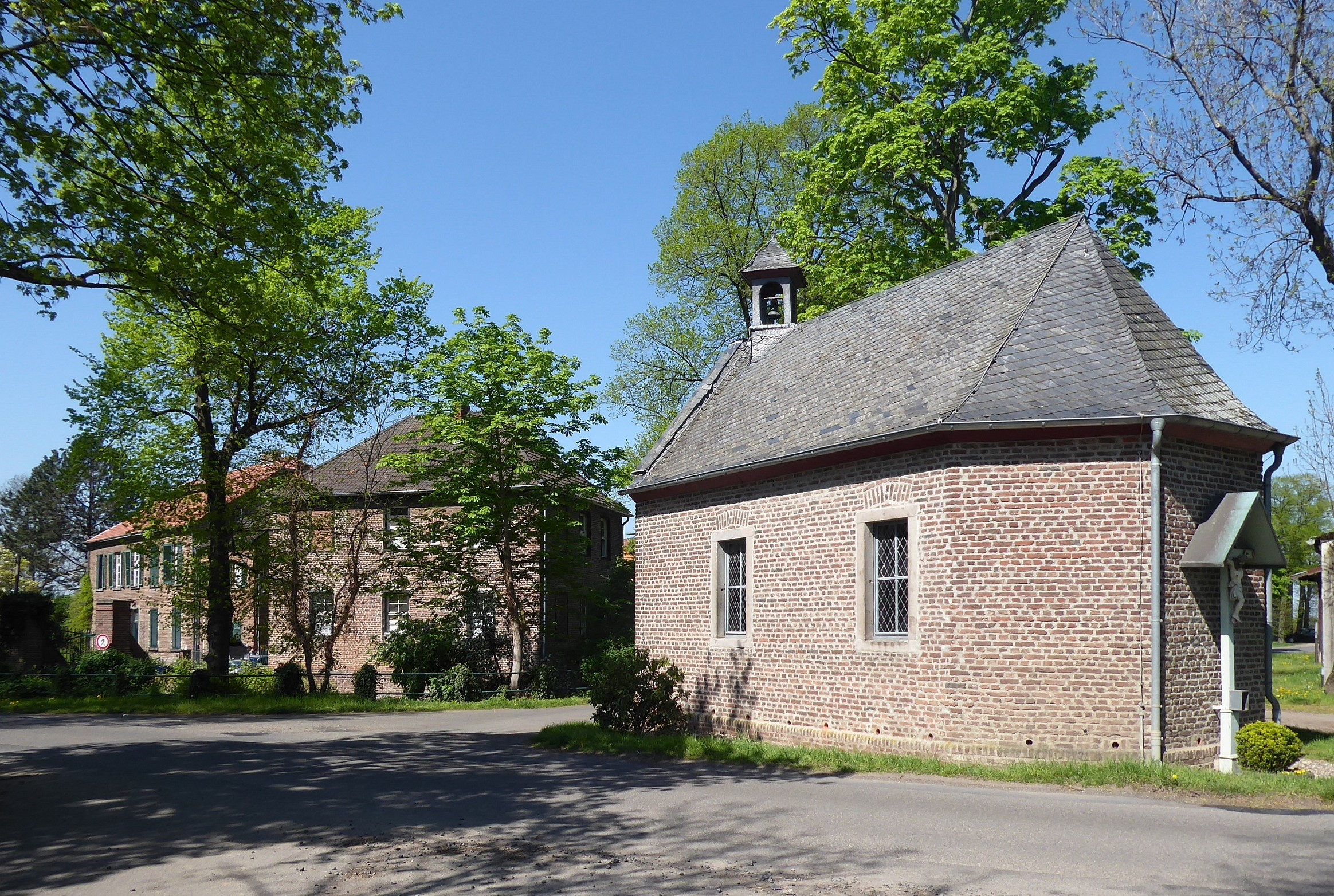
Wesseling, Heilig-Kreuz-Kapelle. Links im Hintergrund der Dikopshof.

Die Heilig-Kreuz-Kapelle ist ein römisch-katholisches Gotteshaus in Wesseling im Rhein-Erft-Kreis. Sie befindet sich westlich des Ortes am Dikopshof und ist mit diesem Ensemble in die Denkmalliste der Stadt Wesseling eingetragen.

## Geschichte
Für den Dikopshof ist bereits für das Jahr 1202 ein Lehnsmann des Kölner Severinsstifts bezeugt, schon im Mittelalter dürfte es dort eine Hofkapelle gegeben haben. Die heutige Heilig-Kreuz-Kapelle wurde 1716 im Stil des Barock errichtet. Bauherr war Johann Peter von Herwegh, ehemaliger Bürgermeister von Köln, der 1702 den Hof geerbt hatte. Die im Verlauf des 19. Jahrhunderts vernachlässigte Kapelle wurde in der zweiten Hälfte des 19. Jahrhunderts durch die Familie Pingen wieder hergerichtet und seitdem Station der Fronleichnamsprozessionen. Zum Gedenktag des 300-jährigen Jubiläums der Fertigstellung der Heilig-Kreuz-Kapelle wurde durch die Wesselinger Pfarrgemeinde St. Andreas ein neues Altarkreuz für die Kapelle gestiftet und geweiht.

## Ausstattung
Das Innere ist schlicht gehalten, es befinden sich dort ein einfacher hölzerner Tischaltar, an der Ostwand ein Kruzifix und an der Nordwand Kreuzwegstationen im Stil des Historismus. Der Raum ist flach gedeckt und ohne Gliederung, im Bereich über dem Chorraum ist die Decke kassettiert. Wandmalereien aus dem Jahr 1879 fielen Beschädigungen im Zweiten Weltkrieg zum Opfer.